# Bawshar
Bawshar (arabiska: بوشر) är en stad och ett distrikt (wilaya) i provinsen Muskat i norra Oman. Staden hade 362 523 invånare vid folkräkningen år 2020, medan distriktet hade 382 184 invånare vid samma tidpunkt.